# 多尔切阿夸
多尔切阿夸（義大利語：Dolceacqua）是意大利因佩里亚省的一个市镇。总面积20.23平方公里，人口2067人，人口密度102.2人/平方公里（2009年）。ISTAT代码为008029。